# AlphaTauri AT01
O AlphaTauri AT01 é o modelo de carro de Fórmula 1 projetado e desenvolvido pela Scuderia AlphaTauri para a disputa do Campeonato Mundial de Fórmula 1 de 2020, foi pilotado por Daniil Kvyat e Pierre Gasly. Foi o primeiro carro construído pela AlphaTauri após a sua criação a partir da renomeação da Scuderia Toro Rosso em 2020. O lançamento do AT01 ocorreu em 14 de fevereiro e sua estreia estava inicialmente programada para acontecer no Grande Prêmio da Austrália de 2020, mas devido a pandemia de COVID-19, sua estreia ocorreu somente no Grande Prêmio da Áustria, a primeira prova da temporada de 2020.
A pandemia também causou o adiamento dos regulamentos técnicos que estavam planejados para serem introduzidos em 2021. Com isso, sob um acordo entre as equipes e a FIA, os carros com especificações de 2020 — incluindo o AT01 — tiveram sua vida útil estendida para competir em 2021, com a AlphaTauri produzindo um chassi atualizado denominado AlphaTauri AT02.